# 康卡斯特大厦
康卡斯特大厦（英語：Comcast Building，俗称洛克菲勒广场30号），是一座装饰艺术风格的摩天大楼，是位于曼哈顿市中心的洛克菲勒中心建筑群的中央组成部分，是NBC电视网总部及其纽约演播室所在地。该大楼在1988年之前的名称是RCA大楼，1988至2015年间名为通用电气大楼。大楼地上共70层，高259米（850英尺），是紐約第23高的建築物。

## 历史
大楼在1933年建成，是洛克菲勒中心的一个组成部分。当时主要租户是1919年由通用电气成立的美国无线电公司（RCA，Radio Corporation of America)，并因此命名为RCA大楼。这是第一座在大楼中心位置集中安放电梯的建筑。通用电气旗下的NBC在此租用空间办公，而洛克菲勒家族的办公室则在第56层的5600房间（现今大楼的54层直到56层都是洛克菲勒家族办公室）。1985年，大楼获得了正式的地标建筑物地位。1988年，也就是通用电气重新收购RCA后两年，大楼被改名为GE大楼。
大楼的其他一些别名有“平板”（The Slab）和“洛克30”，后者的英文原名“30 Rock”与NBC出品的喜剧《我为喜剧狂》同名。

### 建筑

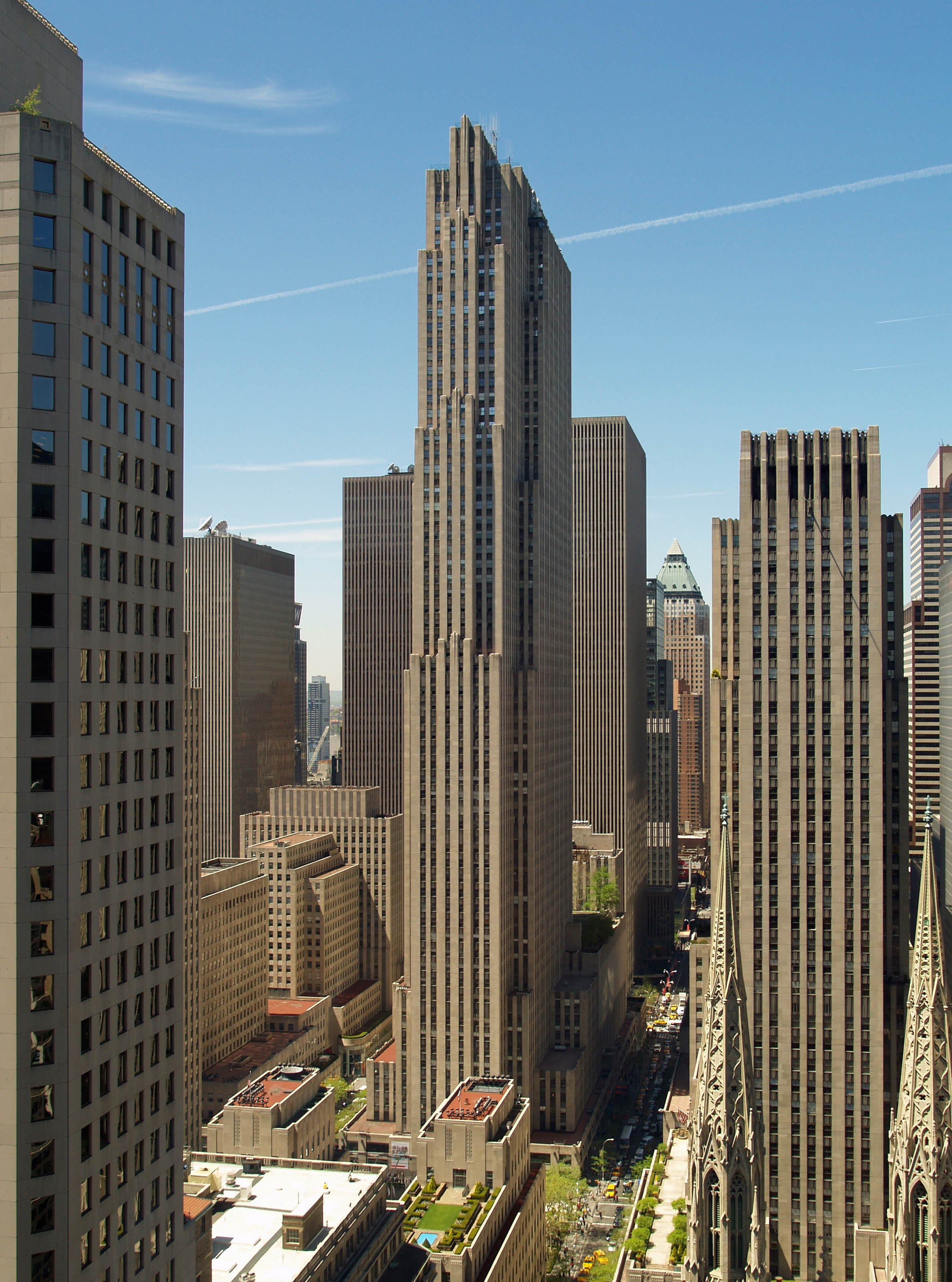
大楼狭窄的正面

康卡斯特大厦是纽约最著名和为人熟悉的摩天大楼之一。大楼正门的框架装饰由李·劳瑞（Lee Lawrie）设计，描述着智慧，刻有“你一生一世必得安稳，并智慧，和知识”（“Wisdom and Knowledge shall be the stability of thy times”——圣经，賽33:6）的铭文。大楼垂直方向简朴的装饰艺术风格融入在修长且富表现力的结构中。大楼顶端目前醒目的装有巨大的“GE”字母。大楼入口外的著名大帐篷在多个电视节目中都可以看到，如宋飞正传（Seinfeld）。与其他1930年代兴建的艺术装饰风格大楼有所区别的是，GE大楼的顶部没有采用尖顶。 

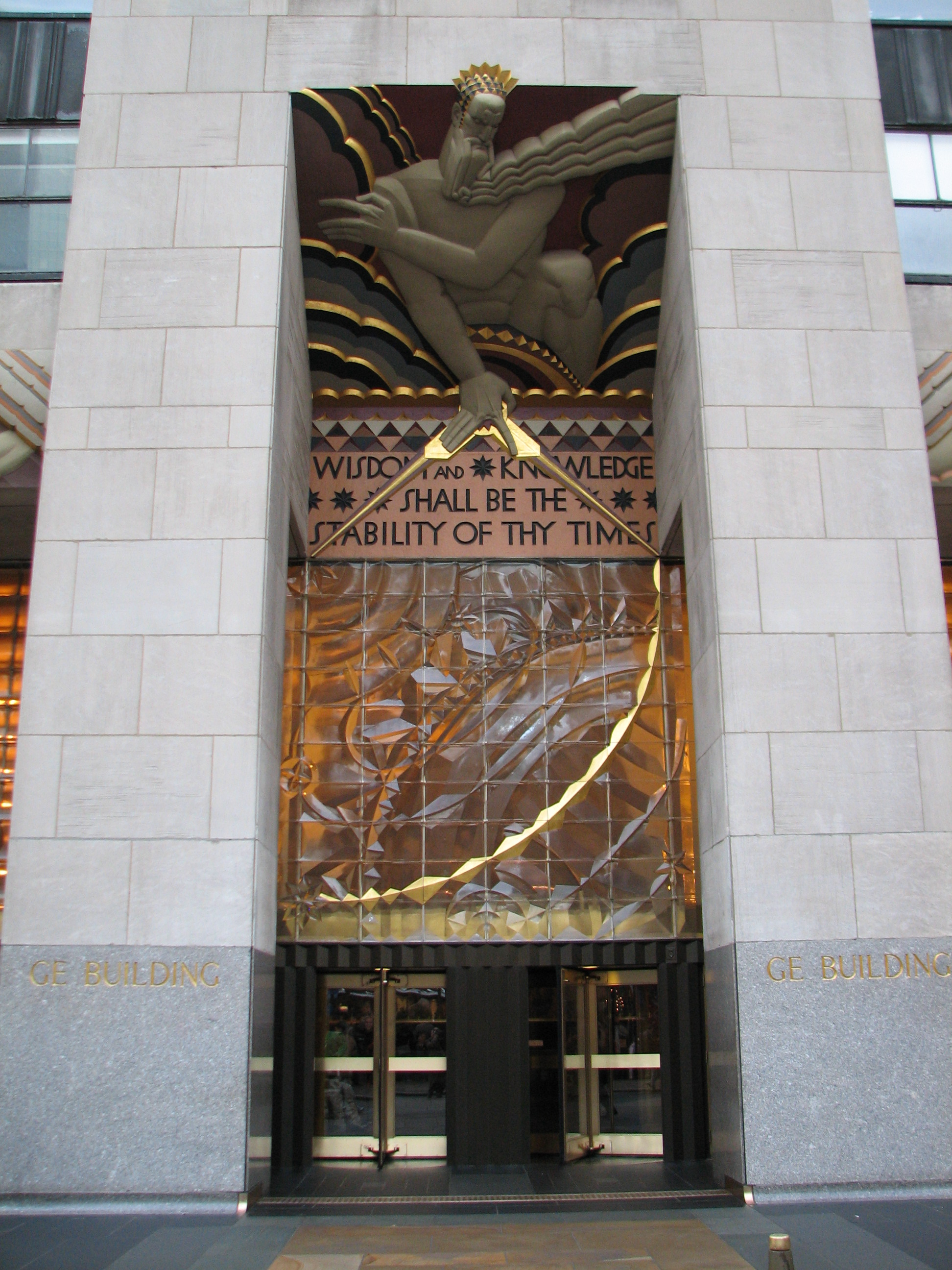
正门的装饰设计取自威廉·布莱克（William Blake）的作品“永在之神”（Ancient of Days）

大楼在建成时是最早拥有开放式的大堂的建筑，大堂内丰富的黑色和褐色装饰由引人注目的灯光点缀，地面铺着1.2米厚的花岗岩，大堂的支柱表面是精制的印第安纳石灰石，拱顶的外表是铝制的面板。
大楼地面部分以下是一个购物广场。大楼最早的几部电梯之一从大堂通往这个地下的小型商场。

### NBC
大楼是NBC电视网总部所在地，也是NBC制片厂的纽约基地。1996年NBC彻底买下了从1933年以来一直在大楼内租用的15万平方米（160万平方英尺）办公面积。这次购买使得NBC能够在此引进新科技并翻新室内装修，同时也得以延续今日秀（The Today Show）使用的位于附近另一栋大楼（洛克菲勒中心10号）的租约。GE前主席杰克·韦尔奇（Jack Welch）的办公室位于大楼的第51层。

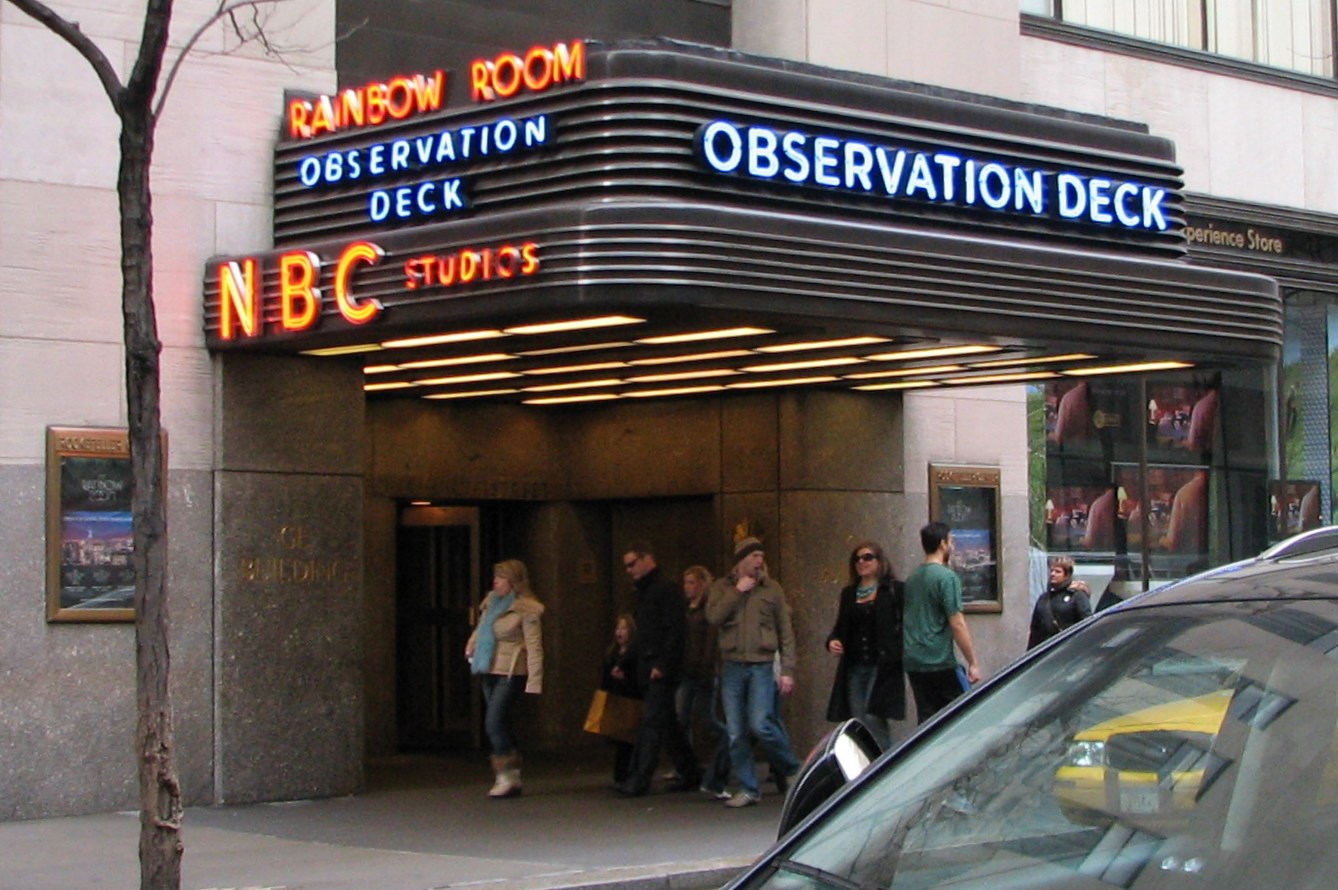
大楼的NBC工作室入口

NBC最著名的工作室，出品周末夜现场（Saturday Night Live）的8H攝影棚（Studio 8H）曾经是世界上最大的廣播工作室，阿图罗·托斯卡尼尼指挥的NBC交响乐团的大本营。该工作室在1950年被改换成了電視攝影棚。
今夜秀（The Tonight Show）从杰克·帕尔（Jack Paar）年代直到1972年转移到加州的伯班克之前也曾经在GE大楼录制。今夜秀在大楼内原来的位置现在由WNBC的新闻部門使用。

### 大楼顶部
大楼最高层是会议厅和新近重修对后在新经营者管理下对公众开放的“彩虹厅”餐厅。著名的“摩天樓頂上的午餐”（Lunch atop a Skyscraper）照片就是在1932年大楼建造时在这里拍摄的。
大楼顶部的观景台平台名为"洛克（石头）之巅"（Top of the Rock），在耗资7千5百万美元的修缮后于2005年11月1日重新对公众开放。之前此处从1986年以来一直由于彩虹厅的维修而处于关闭状态。观测平台被修建成邮轮形状，参观者在这里可以鸟瞰纽约市的景色。纽约另一处著名的观景台在帝国大厦86层，与GE大楼的观景台互为竞争对手。
观景台也被NBC的周日橄榄球之夜（NBC Sunday Night Football）共同使用，最佳球员会在观景台收到玻璃奖杯，这一活动取代了之前在ABC“周一足球之夜”（Monday Night Football）节目颁发的“马拖车”（Horse Trailer Award）奖。

## NBC制片工作室
| 工作室       | 节目                                                 | 注释 |
| ------------ | ---------------------------------------------------- | --- |
| 1A           | 今日秀（The Today Show）                             | NBC网络每日早间节目 从1990年代中开始在GE大楼和49街对面位于洛克菲勒中心10号一层带通透窗户的演播室拍摄播出，在此之前这个节目就在GE大楼内制作播出。 |
| 3B           | 日线NBC（Dateline NBC）                              | |
| 3C           | NBC夜间新闻（NBC Nightly News）                      | NBC网络的每日晚间新闻节目 |
| 3K           | NBC体育                                              | |
| 3H           | 基斯·阿布罗医生（Dr Keith Ablow）                    | |
| 6A           | 柯南·奥布莱恩夜晚秀（Late Night with Conan O'Brien） | |
| 6B           | WNBC 4频道                                           | NBC网络的主力本地频道 |
| 8G           | 美国橄榄球之夜                                       | |
| 8H           | 周末夜现场（Saturday Night Live）                    | |
| 在建新工作室 | MSNBC                                                | NBC网络的24小时付费电视新闻频道 |

## 延深阅读
- Harr, John Ensor, and Peter J. Johnson. The Rockefeller Century: Three Generations of America's Greatest Family, New York: Charles Scribner's Sons, 1988.
- Okrent, Daniel. Great Fortune: The Epic of Rockefeller Center, New York: Viking Press, 2003.
- Roussel, Christine, The Art of Rockefeller Center, New York ; W.W. Norton & Company, 2006 ISBN 0-393-06082-9